# Каполона
Каполона (итал. Capolona) је насеље у Италији у округу Арецо, региону Тоскана.
Према процени из 2011. у насељу је живело 2763 становника. Насеље се налази на надморској висини од 265 м.

## Становништво
| 1936. | 1951. | 1961. | 1971. | 1981. | 1991. | 2001. | 2011. |
| ----- | ----- | ----- | ----- | ----- | ----- | ----- | ----- |
| 3.771 | 3.696 | 3.169 | 3.228 | 4.013 | 4.344 | 4.807 | 5.428 |